# Камила Кабейо
Вижте пояснителната страница за други личности с името Камила.
Карла Камила Кабейо Естрабао (на английски: Karla Camila Cabello Estrabao) е кубино-американска певица и композитор. Тя става известна като част от групата Fifth Harmony, сформирана по време на втория сезон на The X Factor през 2012 г. След това групата подписва със звукозаписните компании Syco Music и Epic Records.
Кабейо започва соловата си кариера с няколко дуета, включително Bad Things с Machine Gun Kelly, която заема номер четири на американския Billboard Hot 100. След като напуска Fifth Harmony през декември 2016 г., издава соловия сингъл Crying in the Club. През 2018 излиза дебютният ѝ студиен албум Camila, който дебютира под номер 1 в Billboard 200. Песента ѝ Havana достига номер едно в редица държави, включително САЩ и Великобритания.

## Биография
Карла Камила Кабейо Естрабао е родена на 3 март 1997 г. в Кохимар, Източна Хавана, Куба. Майка ѝ се казва Синухе Естрабао, а баща и Алехандро Кабейо. Тя е кубино-мексиканско дете от второ поколение, тъй като баща ѝ е с мексикански произход.
През по-голямата част от живота си тя и нейното семейство се местят постоянно между Хавана и Мексико Сити преди да се заселят в Маями, Флорида за постоянно, когато Кабейо е на петгодишна възраст. Завършва гимназия в Маями Палмето, но напуска през учебната 2012/13 година, докато е все още в 9. клас, за да преследва мечтата си да стане певица. Въпреки това обаче, тя получава диплома за средно образование.

## Кариера

### 2012 – 2016: X Factor и Fifth Harmony
Кабейо участва на прослушване в Северна Каролина. Там тя изпълнява песента „Respect“ на Арета Франклин, но прослушването не е било излъчено, той като телевизионното шоу не е получило права върху песента. След елиминирането по време на „bootcamp“ частта от процеса на предаването в Маями, Кабейо се връща на сцената заедно с другите състезатели – Али Брук, Нормани, Лорън Джареги и Дина Джейн, за да сформират момичешката банда Fifth Harmony. След като завършват трети в предаването, те записват със звукозаписните компании Epic Records и Syco Music, която е собственост на един от журито.
Групата издава EP през 2013 г., озаглавен „Better Together“, следват студийните албуми „Reflection“ през 2015 г. и „7/27“ през 2016 г. Песните „Worth it“ и „Work from Home“ достигат топ 10 в много международни класации. От 2013 до 2016 г. Кабейо участва и в много турнета и концерти без останалите членове от Фифт Хармън.
На 18 декември 2016 г. групата обявява, че Камила Кабейо напуска групата и ще продължи като солов изпълнител. Преди това тя взима участие в Dick Clark's New Year's Rockin' Eve. Журналист на „Billboard“ заявява, че е „доста необичайно Кабейо да се откроява повече като самостоятелна личност, от колкото като група“.

### 2016 – настояще: Соло кариера и „Камила“
Пред ноември 2015 г. излиза дуетът ѝ с канадския поп изпълнител Шон Мендес, носещ името „I Know What You Did Last Summer“, която са написали заедно. Песента заема 20-о място в САЩ и 18-о в Канада, също така е и сертифицирана като платинена от RIAA.  През 14 октомври 2016 г. излиза колаборацията на Кабейо и американския рапър Machine Gun Kelly, която е озаглавена „Bad Things“. Списание „Тайм“ я включва в списъка на „Топ 25 най-влиятелни тийнейджъри за 2016 г.“
На 25 януари 2017 г. песента „Love Incredible“, която е в дует с норвежкия DJ Cashmere Cat, изтича онлайн. Официалната версия на песента излиза на 16 февруари същата година, а по-късно е включена и към дебютния албум на Cashmere Cat, озаглавен просто „9“. Кабейо записва песента „Hey Ma“ с Джей Балвин и Pitbull като част от албума на „Бързи и яростни 8“. Испанската версия на песента и неговият музикален видеоклип са пуснати на 10 март 2017 г., а английската версия – на 6 април същата година. Певицата също така участва в песента „Know No Better“, в която участие вземат също и Травис Скот, Quavo и Major Lazer. През май 2017 г. Кабейо обявява бъдещето издание на първия си студиен албум, озаглавен „The Hurting. The Healing. The Loving“, който тя описва като „историята на пътуването ми от тъмнината към светлината, от времето, когато бях изгубена до времето, когато отново преоткрих себе си“. Първият ѝ солов сингъл „Crying in the Club“ е издаден на 19 май 2017 г., последван от изпълнение на живо на 2017 Billboard Music Awards. Сингълът стига 47-о място в САЩ. Тя взема участие към турнето на Бруно Марс – „24K Magic World Tour“, също така си партнира и с марката за дрехи Guess за тяхната есенна колекция през 2017 г.
Песента „Хавана“ достига номер едно в Австралия, Канада, САЩ, Великобритания, България и още десетки държави. Също така тя прекарва 7 седмици начело в американския Mainstream Top 40. В албума ѝ, озаглавен „Камила“, са включени латино песни и балади. „Камила“ е пуснат на 12 януари 2018 г. и дебютира на първо място в САЩ със 119 хил. еквивалентни единици на албум, включително и 65 хил. чисти продажби. Албумът е сертифициран като златен още при издаването на втория сингъл от албума „Never Be the Same“.

## Влияния
Камила Кабейо е предимно поп певица, силно повлияна от латино музиката. Тя също така включва елементи от R&B, регетон, денсхал и хип-хоп в първия си албум. Тя представя Алехандро Фернандес и Селия Крус като главни латино влияния, които тя описва в своята музика. За първия си албум тя се вдъхновява от съвременните латински изпълнители, като Calle 13 и Джей Балвин. Тя цитира също и Майкъл Джаксън, Риана, Шакира и песните на Ед Шийрън и Тейлър Суифт.

## Филантропия
Кабейо членува в редица организации, някои от които „Спасете децата“ и „Детски здравен фонд“. Като член на организацията „Спасете децата“ тя се бори да осигури на деца достъп до образование, здравеопазване и възможност за успех. „Детски здравен фонд“ е организация с нестопанска цел, в която Кабейо помага на семействата с деца, чийто доходи са ниски, да получават здравни грижи. През 2017 г., Кабейо взима участие в песента „Almost Like Praying“ – песен, чийто доходи ще отидат за хората, пострадали от урагана Мария в Пуерто Рико.

## Личен живот
Тя започва да се среща с канадския певец Шон Мендес през юли 2019 г. Връзката предизвиква противоречия, тъй като и двамата са обвинени, че се опитват да създадат връзка за публичност, но Мендес настоява, че това „определено не е рекламен трик“. Връзката е потвърдена след издаването на песента им „Señorita“. През ноември 2021 г. Кабело и Мендес обявяват раздялата си.

## Награди
Кабейо печели Music Award MTV Europe, една награда от Music Award iHeartRadio, три награди iHartRadio Much Music Video Awards и Billboard Women in Music, също и награда за новоизгряла звезда.

## Дискография
- Camila (2018)
- Romance (2019)
- Familia (2022)
- C, XOXO (2024)